# Karongasaurus gittelmani
Karongasaurus gittelmani es la única especie conocida del género extinto Karongasaurus de dinosaurio saurópodo titanosauriano, que vivió a mediados del período Cretácico,hace aproximadamente 116 millones de año, en el Aptiense, en lo que hoy es África. Sus restos fueron encontrados en el área de Mwakasyunguti en el distrito de Karonga, al norte de Malaui y consisten solamente de una porción de mandíbula inferior, holotipo MAL-175, con algunos dientes, junto a una vértebra caudal que podrían pertenecer a Karongasaurus o una forma similar, pero no a Malawisaurus, que fue hallado en la misma área. La especie tipo, Karongasaurus gittelmani, fue descrita por Elizabeth Gomani en 2005, siendo el primer género de dinosaurio descrito únicamente en la red. Karongasaurus era un saurópodo de pequeño tamaño que alcanzó los 9 metros de largo y de delgada constitución con sólo 1 tonelada de peso.